# 關島國家奧林匹克委員會
關島國家奧林匹克委員會（Guam National Olympic Committee）是關島的國家奧林匹克委員會。該組織成立在1976年，是國際奧委會和大洋洲國家奧林匹克委員會。1988年，首次派員參加在南韓漢城舉行的夏季奧運會。
現時，關島國家奧林匹克委員會的主席是Mr Ricardo Blas。 

## 資料來源
1. ↑  .   [2014-03-07]. （原始内容存档于2011-10-06）.